# Kvalspelet till Europamästerskapet i fotboll 2012 (grupp D)
Grupp D i kvalspelet till Europamästerskapet i fotboll 2012 är en kvalificeringsgrupp till Europamästerskapet i fotboll 2012.
I gruppen spelar Albanien, Bosnien och Hercegovina, Frankrike, Luxemburg, Rumänien och Vitryssland.

## Tabell
| Nr | Lag                     | S  | V | O | F | GM | IM | MS  | P  |
| -- | ----------------------- | -- | - | - | - | -- | -- | --- | -- |
| 1  | Frankrike               | 10 | 6 | 3 | 1 | 15 | 4  | +11 | 21 |
| 2  | Bosnien och Hercegovina | 10 | 6 | 2 | 2 | 17 | 8  | +9  | 20 |
| 3  | Rumänien                | 10 | 3 | 5 | 2 | 13 | 9  | +4  | 14 |
| 4  | Vitryssland             | 10 | 3 | 4 | 3 | 8  | 7  | +1  | 13 |
| 5  | Albanien                | 10 | 2 | 3 | 5 | 7  | 14 | −7  | 9  |
| 6  | Luxemburg               | 10 | 1 | 1 | 8 | 3  | 21 | −18 | 4  |

## Resultat
|  | 3 september 2010 | Frankrike | 0 – 1   | Vitryssland | Stade De France            |                            |
|  |                  |           | Rapport | Kisljak 86′ | Saint-Denis Publik: 76 395 | Saint-Denis Publik: 76 395 |
|  |                  |           |         |             | Saint-Denis Publik: 76 395 | Saint-Denis Publik: 76 395 |
|  |                  |           |         |             | Saint-Denis Publik: 76 395 | Saint-Denis Publik: 76 395 |

|  | 3 september 2010 | Rumänien   | 1 – 1   | Albanien   | Stadionul Ceahlăul          |                             |
|  |                  | Stancu 80′ | Rapport | Muzaka 87′ | Piatra Neamț Publik: 13 400 | Piatra Neamț Publik: 13 400 |
|  |                  |            |         |            | Piatra Neamț Publik: 13 400 | Piatra Neamț Publik: 13 400 |
|  |                  |            |         |            | Piatra Neamț Publik: 13 400 | Piatra Neamț Publik: 13 400 |

|  | 3 september 2010 | Luxemburg | 0 – 3   | Bosnien och Hercegovina         | Stade Josy Bathel       |                         |
|  |                  |           | Rapport | Ibričić 6′ Pjanić 12′ Džeko 16′ | Luxemburg Publik: 7 327 | Luxemburg Publik: 7 327 |
|  |                  |           |         |                                 | Luxemburg Publik: 7 327 | Luxemburg Publik: 7 327 |
|  |                  |           |         |                                 | Luxemburg Publik: 7 327 | Luxemburg Publik: 7 327 |

|  | 7 september 2010 | Bosnien och Hercegovina | 0 – 2   | Frankrike               | Asim Ferhatović Hase Stadium                 |                                              |
|  |                  |                         | Rapport | Benzema 72′ Malouda 78′ | Sarajevo Publik: 28 000 Domare: Felix Brynch | Sarajevo Publik: 28 000 Domare: Felix Brynch |
|  |                  |                         |         |                         | Sarajevo Publik: 28 000 Domare: Felix Brynch | Sarajevo Publik: 28 000 Domare: Felix Brynch |
|  |                  |                         |         |                         | Sarajevo Publik: 28 000 Domare: Felix Brynch | Sarajevo Publik: 28 000 Domare: Felix Brynch |

|  | 7 september 2010 | Vitryssland | 0 – 0   | Rumänien | Dinamostadion        |                      |
|  |                  |             | Rapport |          | Minsk Publik: 26 354 | Minsk Publik: 26 354 |
|  |                  |             |         |          | Minsk Publik: 26 354 | Minsk Publik: 26 354 |
|  |                  |             |         |          | Minsk Publik: 26 354 | Minsk Publik: 26 354 |

|  | 7 september 2010 | Albanien   | 1 – 0   | Luxemburg | Qemal Stafa           |                       |
|  |                  | Salihi 37′ | Rapport |           | Tirana Publik: 10 000 | Tirana Publik: 10 000 |
|  |                  |            |         |           | Tirana Publik: 10 000 | Tirana Publik: 10 000 |
|  |                  |            |         |           | Tirana Publik: 10 000 | Tirana Publik: 10 000 |

|  | 8 oktober 2010 | Albanien   | 1 – 1   | Bosnien och Hercegovina | Stadiumi Kombëtar Qemal Stafa, Tirana              |                                                    |
|  |                | Duro 45+2′ | Rapport | 21′ Ibišević            | Publik: 14 220 Domare: Kristinn Jakobsson (Island) | Publik: 14 220 Domare: Kristinn Jakobsson (Island) |
|  |                |            |         |                         | Publik: 14 220 Domare: Kristinn Jakobsson (Island) | Publik: 14 220 Domare: Kristinn Jakobsson (Island) |
|  |                |            |         |                         | Publik: 14 220 Domare: Kristinn Jakobsson (Island) | Publik: 14 220 Domare: Kristinn Jakobsson (Island) |

|  | 8 oktober 2010 | Luxemburg | 0 – 0   | Vitryssland | Stade Josy-Barthel, Luxemburg                         |                                                       |
|  |                |           | Rapport |             | Publik: 1 857 Domare: Aleksandar Stavrev (Makedonien) | Publik: 1 857 Domare: Aleksandar Stavrev (Makedonien) |
|  |                |           |         |             | Publik: 1 857 Domare: Aleksandar Stavrev (Makedonien) | Publik: 1 857 Domare: Aleksandar Stavrev (Makedonien) |
|  |                |           |         |             | Publik: 1 857 Domare: Aleksandar Stavrev (Makedonien) | Publik: 1 857 Domare: Aleksandar Stavrev (Makedonien) |

|  | 9 oktober 2010 | Frankrike               | 2 – 0   | Rumänien | Stade de France, Paris                          |                                                 |
|  |                | Rémy 83′ Gourcuff 90+3′ | Rapport |          | Publik: 79 299 Domare: Pedro Proença (Portugal) | Publik: 79 299 Domare: Pedro Proença (Portugal) |
|  |                |                         |         |          | Publik: 79 299 Domare: Pedro Proença (Portugal) | Publik: 79 299 Domare: Pedro Proença (Portugal) |
|  |                |                         |         |          | Publik: 79 299 Domare: Pedro Proença (Portugal) | Publik: 79 299 Domare: Pedro Proença (Portugal) |

|  | 12 oktober 2010 | Frankrike                | 2 – 0        | Luxemburg | Stade Saint-Symphorien, Metz                 |                                              |
|  |                 | Benzema 22′ Gourcuff 76′ | Matchrapport |           | Publik: 24 710 Domare: Matej Jug (Slovenien) | Publik: 24 710 Domare: Matej Jug (Slovenien) |
|  |                 |                          |              |           | Publik: 24 710 Domare: Matej Jug (Slovenien) | Publik: 24 710 Domare: Matej Jug (Slovenien) |
|  |                 |                          |              |           | Publik: 24 710 Domare: Matej Jug (Slovenien) | Publik: 24 710 Domare: Matej Jug (Slovenien) |

|  | 12 oktober 2010 | Vitryssland              | 2 – 0   | Albanien | Dinamostadion, Minsk                            |                                                 |
|  |                 | Rodionov 10′ Krivets 77′ | Rapport |          | Publik: 7 000 Domare: Peter Rasmussen (Danmark) | Publik: 7 000 Domare: Peter Rasmussen (Danmark) |
|  |                 |                          |         |          | Publik: 7 000 Domare: Peter Rasmussen (Danmark) | Publik: 7 000 Domare: Peter Rasmussen (Danmark) |
|  |                 |                          |         |          | Publik: 7 000 Domare: Peter Rasmussen (Danmark) | Publik: 7 000 Domare: Peter Rasmussen (Danmark) |

|  | 25 mars 2011 | Luxemburg | 0 – 2   | Frankrike              | Stade Josy-Barthel, Luxemburg                  |                                                |
|  |              |           | Rapport | Mexés 28′ Gourcuff 72′ | Publik: 8 052 Domare: Tom Harald Hagen (Norge) | Publik: 8 052 Domare: Tom Harald Hagen (Norge) |
|  |              |           |         |                        | Publik: 8 052 Domare: Tom Harald Hagen (Norge) | Publik: 8 052 Domare: Tom Harald Hagen (Norge) |
|  |              |           |         |                        | Publik: 8 052 Domare: Tom Harald Hagen (Norge) | Publik: 8 052 Domare: Tom Harald Hagen (Norge) |

|  | 26 mars 2011 | Bosnien och Hercegovina | 2 – 1   | Rumänien   | Bilino Polje, Zenica                                        |                                                             |
|  |              | Ibišević 63′ Džeko 83′  | Rapport | Marica 29′ | Publik: 13 000 Domare: Fernando Teixeira Vitienes (Spanien) | Publik: 13 000 Domare: Fernando Teixeira Vitienes (Spanien) |
|  |              |                         |         |            | Publik: 13 000 Domare: Fernando Teixeira Vitienes (Spanien) | Publik: 13 000 Domare: Fernando Teixeira Vitienes (Spanien) |
|  |              |                         |         |            | Publik: 13 000 Domare: Fernando Teixeira Vitienes (Spanien) | Publik: 13 000 Domare: Fernando Teixeira Vitienes (Spanien) |

|  | 26 mars 2011 | Albanien   | 1 – 0   | Vitryssland | Stadiumi Kombëtar Qemal Stafa, Tirana                 |                                                       |
|  |              | Salihi 62′ | Rapport |             | Publik: 13 826 Domare: Markus Strömbergsson (Sverige) | Publik: 13 826 Domare: Markus Strömbergsson (Sverige) |
|  |              |            |         |             | Publik: 13 826 Domare: Markus Strömbergsson (Sverige) | Publik: 13 826 Domare: Markus Strömbergsson (Sverige) |
|  |              |            |         |             | Publik: 13 826 Domare: Markus Strömbergsson (Sverige) | Publik: 13 826 Domare: Markus Strömbergsson (Sverige) |

|  | 29 mars 2011 | Rumänien               | 3 – 1   | Luxemburg  | Stadionul Ceahlăul, Piatra Neamţ               |                                                |
|  |              | Mutu 34′, 68′ Zicu 78′ | Rapport | Gerson 22′ | Publik: 13 500 Domare: Hüseyin Göçek (Turkiet) | Publik: 13 500 Domare: Hüseyin Göçek (Turkiet) |
|  |              |                        |         |            | Publik: 13 500 Domare: Hüseyin Göçek (Turkiet) | Publik: 13 500 Domare: Hüseyin Göçek (Turkiet) |
|  |              |                        |         |            | Publik: 13 500 Domare: Hüseyin Göçek (Turkiet) | Publik: 13 500 Domare: Hüseyin Göçek (Turkiet) |

|  | 3 juni 2011 | Rumänien                 | 3 – 0   | Bosnien och Hercegovina | Stadionul Giuleşti-Valentin Stănescu, Bukarest |                                                |
|  |             | Mutu 37′ Marica 41′, 55′ | Rapport |                         | Publik: 8 200 Domare: Jonas Eriksson (Sverige) | Publik: 8 200 Domare: Jonas Eriksson (Sverige) |
|  |             |                          |         |                         | Publik: 8 200 Domare: Jonas Eriksson (Sverige) | Publik: 8 200 Domare: Jonas Eriksson (Sverige) |
|  |             |                          |         |                         | Publik: 8 200 Domare: Jonas Eriksson (Sverige) | Publik: 8 200 Domare: Jonas Eriksson (Sverige) |

|  | 3 juni 2011 | Vitryssland       | 1 – 1   | Frankrike   | Dinamostadion, Minsk                                      |                                                           |
|  |             | Abidal 20′ (sjm.) | Rapport | Malouda 22′ | Publik: 26 500 Domare: David Fernández Borbalán (Spanien) | Publik: 26 500 Domare: David Fernández Borbalán (Spanien) |
|  |             |                   |         |             | Publik: 26 500 Domare: David Fernández Borbalán (Spanien) | Publik: 26 500 Domare: David Fernández Borbalán (Spanien) |
|  |             |                   |         |             | Publik: 26 500 Domare: David Fernández Borbalán (Spanien) | Publik: 26 500 Domare: David Fernández Borbalán (Spanien) |

|  | 7 juni 2011 | Bosnien och Hercegovina      | 2 – 0        | Albanien | Bilino Polje, Zenica                             |                                                  |
|  |             | Medunjanin 67′ Maletić 90+1′ | Matchrapport |          | Publik: 9 000 Domare: Kevin Blom (Nederländerna) | Publik: 9 000 Domare: Kevin Blom (Nederländerna) |
|  |             |                              |              |          | Publik: 9 000 Domare: Kevin Blom (Nederländerna) | Publik: 9 000 Domare: Kevin Blom (Nederländerna) |
|  |             |                              |              |          | Publik: 9 000 Domare: Kevin Blom (Nederländerna) | Publik: 9 000 Domare: Kevin Blom (Nederländerna) |

|  | 7 juni 2011 | Vitryssland                       | 2 – 0        | Luxemburg | Dinamostadion, Minsk                               |                                                    |
|  |             | Karnilenka 48′ (str.) Putsila 73′ | Matchrapport |           | Publik: 9 500 Domare: Anar Salmanov (Azerbajdzjan) | Publik: 9 500 Domare: Anar Salmanov (Azerbajdzjan) |
|  |             |                                   |              |           | Publik: 9 500 Domare: Anar Salmanov (Azerbajdzjan) | Publik: 9 500 Domare: Anar Salmanov (Azerbajdzjan) |
|  |             |                                   |              |           | Publik: 9 500 Domare: Anar Salmanov (Azerbajdzjan) | Publik: 9 500 Domare: Anar Salmanov (Azerbajdzjan) |

|  | 2 september 2011 | Vitryssland | 0 – 2   | Bosnien och Hercegovina             | Dinamostadion, Minsk                          |                                               |
|  |                  |             | Rapport | Salihović 21′ (str.) Medunjanin 24′ | Publik: 28 500 Domare: Viktor Kassai (Ungern) | Publik: 28 500 Domare: Viktor Kassai (Ungern) |
|  |                  |             |         |                                     | Publik: 28 500 Domare: Viktor Kassai (Ungern) | Publik: 28 500 Domare: Viktor Kassai (Ungern) |
|  |                  |             |         |                                     | Publik: 28 500 Domare: Viktor Kassai (Ungern) | Publik: 28 500 Domare: Viktor Kassai (Ungern) |

|  | 2 september 2011 | Albanien    | 1 – 2   | Frankrike              | Stadiumi Kombëtar Qemal Stafa, Tirana               |                                                     |
|  |                  | Bogdani 46′ | Rapport | Benzema 11′ M'Vila 18′ | Publik: 15 600 Domare: Aleksej Nikolajev (Ryssland) | Publik: 15 600 Domare: Aleksej Nikolajev (Ryssland) |
|  |                  |             |         |                        | Publik: 15 600 Domare: Aleksej Nikolajev (Ryssland) | Publik: 15 600 Domare: Aleksej Nikolajev (Ryssland) |
|  |                  |             |         |                        | Publik: 15 600 Domare: Aleksej Nikolajev (Ryssland) | Publik: 15 600 Domare: Aleksej Nikolajev (Ryssland) |

|  | 2 september 2011 | Luxemburg | 0 – 2   | Rumänien       | Stade Josy-Barthel, Luxemburg                    |                                                  |
|  |                  |           | Rapport | Torje 34′, 45′ | Publik: 2 812 Domare: Sergej Karasiov (Ryssland) | Publik: 2 812 Domare: Sergej Karasiov (Ryssland) |
|  |                  |           |         |                | Publik: 2 812 Domare: Sergej Karasiov (Ryssland) | Publik: 2 812 Domare: Sergej Karasiov (Ryssland) |
|  |                  |           |         |                | Publik: 2 812 Domare: Sergej Karasiov (Ryssland) | Publik: 2 812 Domare: Sergej Karasiov (Ryssland) |

|  | 6 september 2011 | Rumänien | 0 – 0   | Frankrike | Stadionul Național, Bukarest                 |                                              |
|  |                  |          | Rapport |           | Publik: 49 137 Domare: Howard Webb (England) | Publik: 49 137 Domare: Howard Webb (England) |
|  |                  |          |         |           | Publik: 49 137 Domare: Howard Webb (England) | Publik: 49 137 Domare: Howard Webb (England) |
|  |                  |          |         |           | Publik: 49 137 Domare: Howard Webb (England) | Publik: 49 137 Domare: Howard Webb (England) |

|  | 6 september 2011 | Bosnien och Hercegovina | 1 – 0   | Vitryssland | Bilino Polje, Zenica                             |                                                  |
|  |                  | Misimović 87′           | Rapport |             | Publik: 12 000 Domare: Martin Atkinson (England) | Publik: 12 000 Domare: Martin Atkinson (England) |
|  |                  |                         |         |             | Publik: 12 000 Domare: Martin Atkinson (England) | Publik: 12 000 Domare: Martin Atkinson (England) |
|  |                  |                         |         |             | Publik: 12 000 Domare: Martin Atkinson (England) | Publik: 12 000 Domare: Martin Atkinson (England) |

|  | 6 september 2011 | Luxemburg               | 2 – 1   | Albanien    | Stade Josy-Barthel, Luxemburg                |                                              |
|  |                  | Bettmer 27′ Joachim 78′ | Rapport | Bogdani 64′ | Publik: 2 132 Domare: Petteri Kari (Finland) | Publik: 2 132 Domare: Petteri Kari (Finland) |
|  |                  |                         |         |             | Publik: 2 132 Domare: Petteri Kari (Finland) | Publik: 2 132 Domare: Petteri Kari (Finland) |
|  |                  |                         |         |             | Publik: 2 132 Domare: Petteri Kari (Finland) | Publik: 2 132 Domare: Petteri Kari (Finland) |

|  | 7 oktober 2011 | Frankrike                           | 3 – 0   | Albanien | Stade de France, Paris                                |                                                       |
|  |                | Malouda 11′ Rémy 37′ Réveillère 66′ | Rapport |          | Publik: 65 239 Domare: Michael Koukoulakis (Grekland) | Publik: 65 239 Domare: Michael Koukoulakis (Grekland) |
|  |                |                                     |         |          | Publik: 65 239 Domare: Michael Koukoulakis (Grekland) | Publik: 65 239 Domare: Michael Koukoulakis (Grekland) |
|  |                |                                     |         |          | Publik: 65 239 Domare: Michael Koukoulakis (Grekland) | Publik: 65 239 Domare: Michael Koukoulakis (Grekland) |

|  | 7 oktober 2011 | Rumänien             | 2 – 2   | Vitryssland               | Stadionul Naţional, Bukarest               |                                            |
|  |                | Mutu 19′, 51′ (str.) | Rapport | Karnilenka 45′ Drahun 82′ | Publik: 29 486 Domare: Alan Kelly (Irland) | Publik: 29 486 Domare: Alan Kelly (Irland) |
|  |                |                      |         |                           | Publik: 29 486 Domare: Alan Kelly (Irland) | Publik: 29 486 Domare: Alan Kelly (Irland) |
|  |                |                      |         |                           | Publik: 29 486 Domare: Alan Kelly (Irland) | Publik: 29 486 Domare: Alan Kelly (Irland) |

|  | 7 oktober 2011 | Bosnien och Hercegovina                                       | 5 – 0   | Luxemburg | Bilino Polje, Zenica                           |                                                |
|  |                | Džeko 12′ Misimović 15′, 22′ (str.) Pjanić 36′ Medunjanin 51′ | Rapport |           | Publik: 12 000 Domare: Simon Lee Evans (Wales) | Publik: 12 000 Domare: Simon Lee Evans (Wales) |
|  |                |                                                               |         |           | Publik: 12 000 Domare: Simon Lee Evans (Wales) | Publik: 12 000 Domare: Simon Lee Evans (Wales) |
|  |                |                                                               |         |           | Publik: 12 000 Domare: Simon Lee Evans (Wales) | Publik: 12 000 Domare: Simon Lee Evans (Wales) |

|  | 11 oktober 2011 | Frankrike        | 1 – 1   | Bosnien och Hercegovina | Stade de France, Paris                           |                                                  |
|  |                 | Nasri 78′ (str.) | Rapport | 40′ Džeko               | Publik: 78 467 Domare: Craig Thomson (Skottland) | Publik: 78 467 Domare: Craig Thomson (Skottland) |
|  |                 |                  |         |                         | Publik: 78 467 Domare: Craig Thomson (Skottland) | Publik: 78 467 Domare: Craig Thomson (Skottland) |
|  |                 |                  |         |                         | Publik: 78 467 Domare: Craig Thomson (Skottland) | Publik: 78 467 Domare: Craig Thomson (Skottland) |

|  | 11 oktober 2011 | Albanien   | 1 – 1   | Rumänien   | Stadiumi Kombëtar Qemal Stafa, Tirana             |                                                   |
|  |                 | Salihi 24′ | Rapport | 77′ Luchin | Publik: 3 000 Domare: Gediminas Mažeika (Litauen) | Publik: 3 000 Domare: Gediminas Mažeika (Litauen) |
|  |                 |            |         |            | Publik: 3 000 Domare: Gediminas Mažeika (Litauen) | Publik: 3 000 Domare: Gediminas Mažeika (Litauen) |
|  |                 |            |         |            | Publik: 3 000 Domare: Gediminas Mažeika (Litauen) | Publik: 3 000 Domare: Gediminas Mažeika (Litauen) |